# Татанир (Тулћа)
Татанир (рум. Tatanir) насеље је у Румунији у округу Тулћа у општини Килија Веке. Oпштина се налази на надморској висини од 1 m.

## Становништво
Према подацима из 2002. године у насељу је живело 54 становника, од којих су сви румунске националности.